# 박세영 (배우)
박세영(朴世榮, 1988년 7월 30일 ~ )은 대한민국의 배우다.

## 생애
1988년 7월 30일 경기도 고양군
(現 경기도 고양시)에서 아버지 박철호와 어머니 김주현의 사이에서 3녀 중 막내로 출생한 그녀는 종교는 개신교이며 2002년 MBC 월화 드라마 《어사 박문수》로 데뷔하였다.
2022년 2월 배우 곽정욱과 결혼하였다.

## 학력
- 1995년 ~ 2001년 강선초등학교 (졸업)
- 2001년 ~ 2004년 발산중학교 (졸업)
- 2004년 ~ 2007년 안양예술고등학교 연극영화과 (졸업)
- 2007년 ~ 2011년 상명대학교 영화과 (졸업)

## 출연 작품

### 드라마
- 2002년 ~ 2003년 MBC 월화 특별기획드라마 《어사 박문수》 ... 양민서의 딸 역
- 2011년 ~ 2012년 SBS 주말극장 《내일이 오면》 ... 서유진 역
- 2012년 KBS2 수목 미니시리즈 《적도의 남자》 ... 어린 수미 역 ( 임정은 아역 )
- 2012년 KBS2 월화 미니시리즈 《사랑비》 ... 이미호 역
- 2012년 KBS2 단막극 《KBS 드라마 스페셜 - 걱정마세요 귀신입니다》 ... 영화 보러 온 여자 역 (특별출연)
- 2012년 SBS 월화 특별기획 드라마 《신의》 ... 노국공주 역
- 2012년 ~ 2013년 KBS2 월화 미니시리즈 《학교 2013》 ... 송하경 역
- 2013년 tvN 월화 미니시리즈 《이웃집 꽃미남》 ... 고독미 도플갱어 역 (특별출연)
- 2013년 KBS1 저녁 일일연속극 《지성이면 감천》 ... 최세영 역
- 2014년 SBS 주말극장 《기분 좋은 날》 ... 정다정 역
- 2015년 ~ 2016년 MBC 주말 특별기획 드라마 《내 딸, 금사월》 ... 오혜상 / 금혜상 역
- 2016년 KBS2 월화 미니시리즈 《뷰티풀 마인드》 ... 김민재 역
- 2017년 SBS 월화 미니시리즈 《귓속말》 ... 최수연 역
- 2017년 ~ 2018년 MBC 토요 특별기획드라마 《돈꽃》 ... 나모현 역
- 2019년 MBC 월화 미니시리즈 《특별근로감독관 조장풍》 ... 주미란 역
- 2022년 tvN 월화 미니시리즈 《멘탈코치 제갈길》 ... 박승하 역

### 영화
- 2006년 《어느날 갑자기 네번째 이야기 - 죽음의 숲》 ... 사냥꾼의 둘째 딸 역
- 2009년 《그 후로...》 ... 정묘 역
- 2014년 《패션왕》 ... 박혜진 역
- 2015년 《고양이 장례식》 ... 재희 역
- 2022년 《스텔라》

### 예능
| 연도 | 방송사  | 제목                    | 역할   | 비고                  |
| ---- | ------- | ----------------------- | ------ | --------------------- |
| 2012 | SBS     | 《강심장》              | 게스트 | 2012.11.20            |
| 2013 | KBS 2TV | 《뮤직뱅크》            | MC     | 2013.04.12~2013.10.18 |
| 2014 | MBC     | 《우리 결혼했어요》     | 출연자 | 2014.01.11~2014.09.13 |
| 2014 | MBC     | 《황금어장 라디오스타》 | 게스트 | 2014.03.26            |
| 2016 | SBS     | 《정글의 법칙 in 몽골》 | 출연자 | 2016.10.07~2016.10.28 |
| 2018 | JTBC    | 《아는 형님》           | 전학생 | 2018.02.24            |

### 뮤직비디오
| 연도 | 가수   | 노래                               | 공동 출연 | 비고 |
| ---- | ------ | ---------------------------------- | --------- | ---- |
| 2012 | 박재범 | 〈Know Your Name (Acoustic Ver.)〉 |           |      |
| 2013 | 박세영 | 〈Shall We Dance〉                 |           |      |

## 음반 작품

### 싱글
- 2013년 《The Rainbowbridge Project Part 1》
  - 〈Shall We Dance (Feat. 스탠딩 에그)〉
  - 〈Shall We Dance (Inst.)〉
- 2019년 《특별근로감독관 조장풍 OST Part 4》
  - 〈Will Be〉
  - 〈Will Be (Inst.)〉

### 듀엣
- 2013년 《블루로드》
  - 〈블루로드〉 - 알렉스, 박세영
  - 〈블루로드 (Inst.)〉 - 알렉스, 박세영
- 2014년 《우리 결혼했어요 장우영, 박세영 커플송》
  - 〈깍지 낀 두 손〉 - 장우영, 박세영
  - 〈깍지 낀 두 손 (Inst.)〉 - 장우영, 박세영

### 참여
- 2014년 《The Artist Diary Project Part 8》
  - 〈내게 기대 (Feat. 박세영)〉 - 스탠딩 에그
  - 〈내게 기대 (Inst.)〉 - 스탠딩 에그

## 수상 및 후보
| 연도 | 시상식                         | 부문                                 | 작품                      | 결과 |
| ---- | ------------------------------ | ------------------------------------ | ------------------------- | ---- |
| 2003 | 제11회 서울랜드 공주 선발대회  | 대상                                 | 빈칸                      | 수상 |
| 2012 | SBS 연기대상                   | 여자 뉴스타상                        | 《신의》                  | 수상 |
| 2013 | KBS 연기대상                   | 일일극부문 여자 우수연기상           | 《지성이면 감천》         | 후보 |
| 2014 | SBS 연기대상                   | 장편 드라마부문 여자 최우수연기상    | 《기분 좋은 날》          | 후보 |
| 2015 | MBC 연기대상                   | 특별기획부문 여자 신인상             | 《내 딸, 금사월》         | 후보 |
| 2016 | 제9회 코리아 드라마 어워즈     | 여자 우수연기상                      | 《내 딸, 금사월》         | 수상 |
| 2017 | 제10회 코리아 드라마 어워즈    | 여자 우수연기상                      | 《귓속말》                | 후보 |
| 2017 | SBS 연기대상                   | 월화 드라마부문 여자 우수연기상      | 《귓속말》                | 수상 |
| 2018 | 제13회 숨피 어워즈             | 최우수조연상 여자부문                | 《귓속말》                | 후보 |
| 2018 | 제11회 코리아 드라마 어워즈    | 여자 우수연기상                      | 《돈꽃》                  | 후보 |
| 2018 | 제6회 아시아태평양 스타 어워즈 | 장편 드라마부문 여자 우수연기상      | 《돈꽃》                  | 후보 |
| 2019 | MBC 연기대상                   | 월화·특별기획 드라마부문 여자 우수상 | 《특별근로감독관 조장풍》 | 수상 |

## 가족 관계
- 아버지 : 박철호
- 어머니 : 김주현
- 언니 : 1974년생, 1982년생
- 남편 : 곽정욱 (1990년 6월 12일 ~ )